# Pastetten
Pastetten – miejscowość i gmina w Niemczech, w kraju związkowym Bawaria, w rejencji Górna Bawaria, w regionie Monachium, w powiecie Erding, siedziba wspólnoty administracyjnej Pastetten. Leży około 12 km na południe od Erdinga.

## Dzielnice
W skład gminy wchodzą następujące dzielnice: Pastetten, Birkeln, Dürnberg, Erlbach, Fendsbach, Harrein, Harthofen, Katterloh, Moosstetten, Oberschwillach, Ötz, Pastetten, Poigenberg, Reithofen, Taing i Zeilern.

## Demografia
| Rok  | Liczba mieszk. |
| ---- | -------------- |
| 1970 | 1 308          |
| 1987 | 1 702          |
| 2000 | 2 245          |
| 2007 | 2 439          |

Dane o ludności z 31 grudnia 2008:
| Opis                                | Ogółem | Ogółem | Kobiety | Kobiety | Mężczyźni | Mężczyźni |
| ----------------------------------- | ------ | ------ | ------- | ------- | --------- | --------- |
| Jednostka                           | osób   | %      | osób    | %       | osób      | %         |
| Populacja                           | 2420   | 100    | 1151    | 47,56   | 1269      | 52,44     |
| Wiek przedprodukcyjny (0–17 lat)    | 493    | 20,37  | 230     | 9,5     | 263       | 10,87     |
| Wiek produkcyjny (18–65 lat)        | 1582   | 65,37  | 755     | 31,2    | 827       | 34,17     |
| Wiek poprodukcyjny (powyżej 65 lat) | 345    | 14,26  | 166     | 6,86    | 179       | 7,4       |

## Polityka
Wójtem gminy jest Cornelia Vogelfänger z CSU, rada gminy składa się z 14 osób.
|      | CSU | PFB/SPD | FWG | BIG | WGRH | Razem |
| 2008 | 4   | -       | 5   | 2   | 3    | 14    |
| 2002 | 4   | 1       | 4   | 2   | 3    | 14    |

## Oświata
W gminie znajduje się przedszkole (100 miejsc) oraz szkoła (9 nauczycieli, 210 uczniów).